# Odd Nansen
Odd Nansen, född 6 december 1901 i Bærum, död 27 juni 1973 i Oslo, var en norsk arkitekt som bl.a. ritat Oslo flygplats. Han var son till Fridtjof Nansen. Från 1942 till maj 1945 satt Odd Nansen fängslad i interneringslägret Grini och koncentrationslägret Sachsenhausen 